# 大日蓮宗
大日蓮宗（だいにちれんしゅう）は、かつて宮崎県に存在した日蓮系の仏教の宗派。1957年、宮崎県内の富士門流の日郷の流れを汲む9ヶ寺が日蓮宗より分離独立して発足、1989年、宗派を解散して7ヶ寺が日蓮宗に復帰、2006年、のこる1ヶ寺も日蓮宗に復帰して完全に消滅した。

## 歴史
- 1957年以前、宮崎県内の日蓮系寺院には、14世紀に日向の国に布教活動を行った日睿（富士門流日郷の弟子）ゆかりの寺院が多く、保田妙本寺、小泉久遠寺の久妙両山を本山としてまとまっていた。これらの宮崎県内の富士門流寺院は1876年（明治9年）の本門宗の設立に参加し、1941年宗教団体法にもとづく「三派合同」にともない日蓮宗に属することになり、合同後しばらくして日蓮宗内に発足した興統法縁会に参加した。
- 第二次世界大戦後、日蓮宗内の富士門流寺院に対し、創価学会が日蓮正宗への帰属変更をさかんにはたらきかけ、1950年から1957年にかけて、旧本門宗の7本山のうち3本山（宮崎県内富士門流寺院の本山である保田妙本寺も含む）とその旧末寺が日蓮正宗に移籍した。ちなみに契約上は保田妙本寺と大石寺は対等合併のはずだったが、実際には大石寺が総本山で、妙本寺は旧末寺日向定善寺と同格の本山とされた。
- 1957年（昭和32年）、保田妙本寺の改宗により宮崎県内の保田妙本寺の旧末寺7ヶ寺（このうち、日向定善寺は日蓮正宗に帰属後本山に昇格、翌年、日向妙国寺が離脱し単立に）が日蓮正宗に帰属した。この事態を重くみた宮崎県内の興統法縁日郷門流寺院は宮崎市上行寺にて県内の創価学会（当時は日蓮正宗とほぼ同意）と法論を開催する準備に着手したが、 法論は実現しなかった。
- 日蓮正宗および創価学会に従属する形での移籍に反対であり、かつ日蓮宗中央の一連の対応にも不満な9ヶ寺が上行寺や本東寺を中心にして大日蓮宗を発足させた。
- 大日蓮宗の宗務庁は宮崎市法華経山上行寺におかれ、管長は上行寺住職工藤海道（日吼）。
- 1976年（昭和51年）、1958年に日蓮正宗離脱以降、日蓮宗にも大日蓮宗にも属さず、ずっと単立(日蓮宗郷門派と称していた)だった日向妙国寺が日蓮宗に復帰。
- 1988年（昭和63年）、大日蓮宗の9ヶ寺は、大日蓮宗を解散して日蓮宗に復帰することを決議。
- 1989年（平成元年）、大日蓮宗の9ヶ寺中、7ヶ寺が日蓮宗に復帰。都農龍雲寺、青島龍福寺は合流せず、単立で活動。
- 2006年（平成18年）、都農龍雲寺が日蓮宗に復帰。